# نوم غابو
نوم غابو (بالإنجليزية: Naum Gabo ؛ بالروسية: Габо Наум ؛ 1890-1977) نحات روسي يهودي، وأحد رواد المدرسة البنائية الروسية والفن الحركي.

## السيرة المهنية
وُلد غابو لعائلة يهودية بمدينة بريانسك في أوبلاست بريانسك، روسيا في 24 تموز/ يوليو 1890، حيث كان والده يملك مصنعًا. وكان اسمه عند الولادة "Naum Neemia Pevsner" حيث كان قريب لاسم أخاه الأكبر، مما اضطره لتغيير اسمه لمنع اختلاط الأسماء. لقد كان غابو متقنًا لعدة لغات، وهي الألمانية، الفرنسية، الإنجليزية، بالإضافة للغته الأم، الروسية. وقد ساعده هذا في التسهيل من حركته وانتشاره عالميًا في وقت لاحق.
وقد التحق غابو بجامعة ميونخ في عام 1910، ليدرس في البداية الطب، ومن ثم العلوم الطبيعية، وقد حضر عدة محاضرات لتاريخ الفن. ولقد تم تغيير تخصصه في عام 1912 إلى كلية الهندسة في ميونخ حيث اكتشف ألفن التجريدي والتقى الفنان فاسيلي كاندينسكي. كما تدرب لاحقًا في مجال الهندسة ليكون مفتاحه لعالم النحت. وقد نال في تلك الفترة العديد من الجوائز والتشجيع من النقاد.
نال بعد ذلك شهرة عالمية كبيرة عبر منحوتاته وأعماله الفنية المختلفة. وقد توفي غابو في 23 آب/ أغسطس 1977 عن عمر ناهز 87 سنة، في ووتربيري بولاية كونيتيكت، الولايات المتحدة.

## المدرسة البنائية
لقد عكست أعمال غابو موقفًا تجاه البنائية اختلف به عن موقف فناني الإنتاجية من أمثال فلاديمير تاتلين وألكسندر روجينكو. ويمكن ملاحظة ذلك من خلال مقارنة أعمالهم النحتية. فقد اهتم نوم غابو بإبراز البنائية الإنشائية في نماذج أعماله النحتية، وهي تحمل صفة وخصائص الحركة وفكرة توسيع قاعدة العمل النحتي إلى الفضاءات المجاورة، إما من خلال استخدام المواد الشفافة أو استخدام العناصر الإنشائية ذات التأثير الفضائي. وبهذا، استعرضت نماذج غابو بشكل عام خصائص المواد من خلال عملية الدمج والربط بين المواد المختلفة من أجل إظهار حالات التناقض بينها.

## أعماله

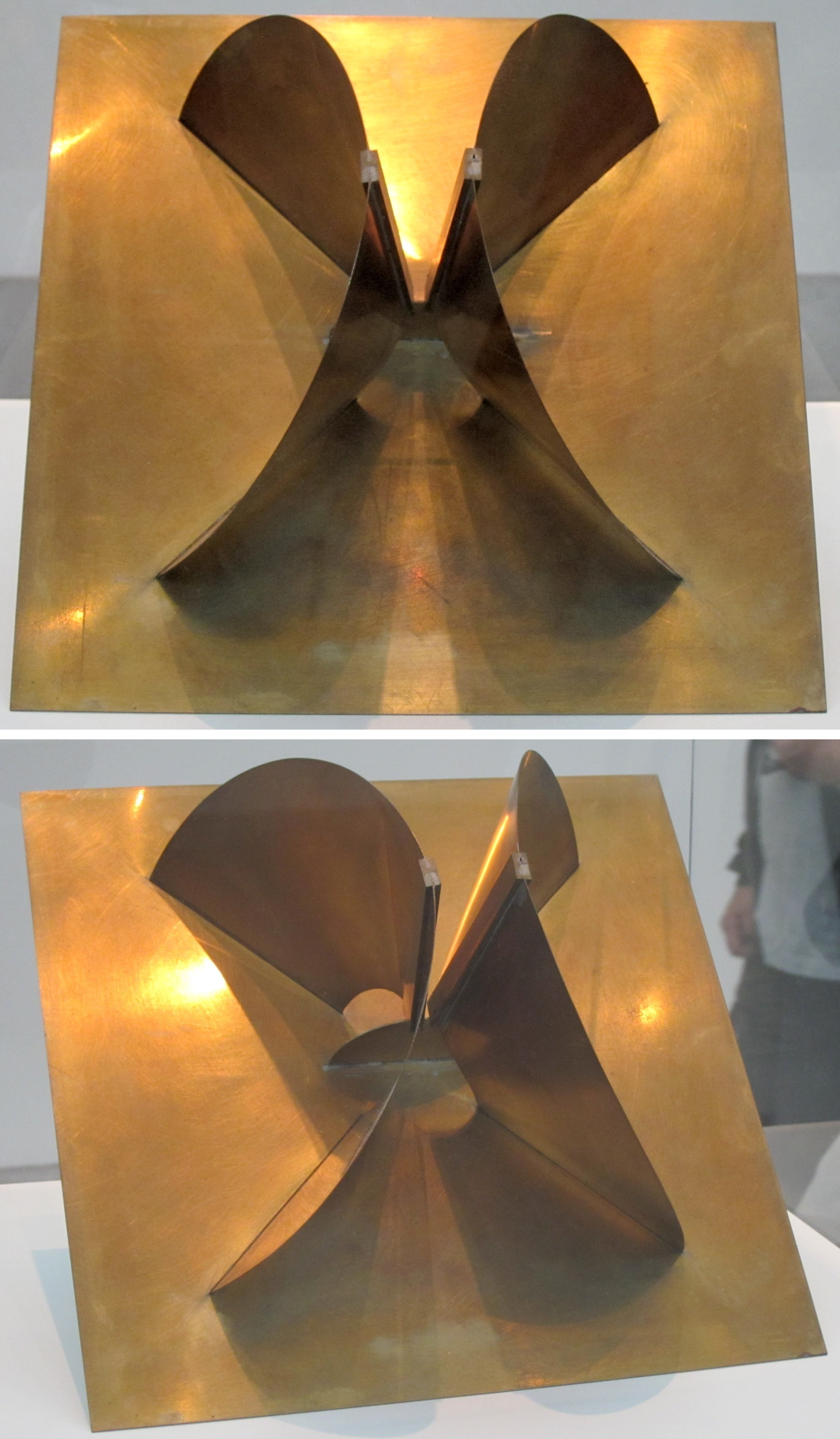
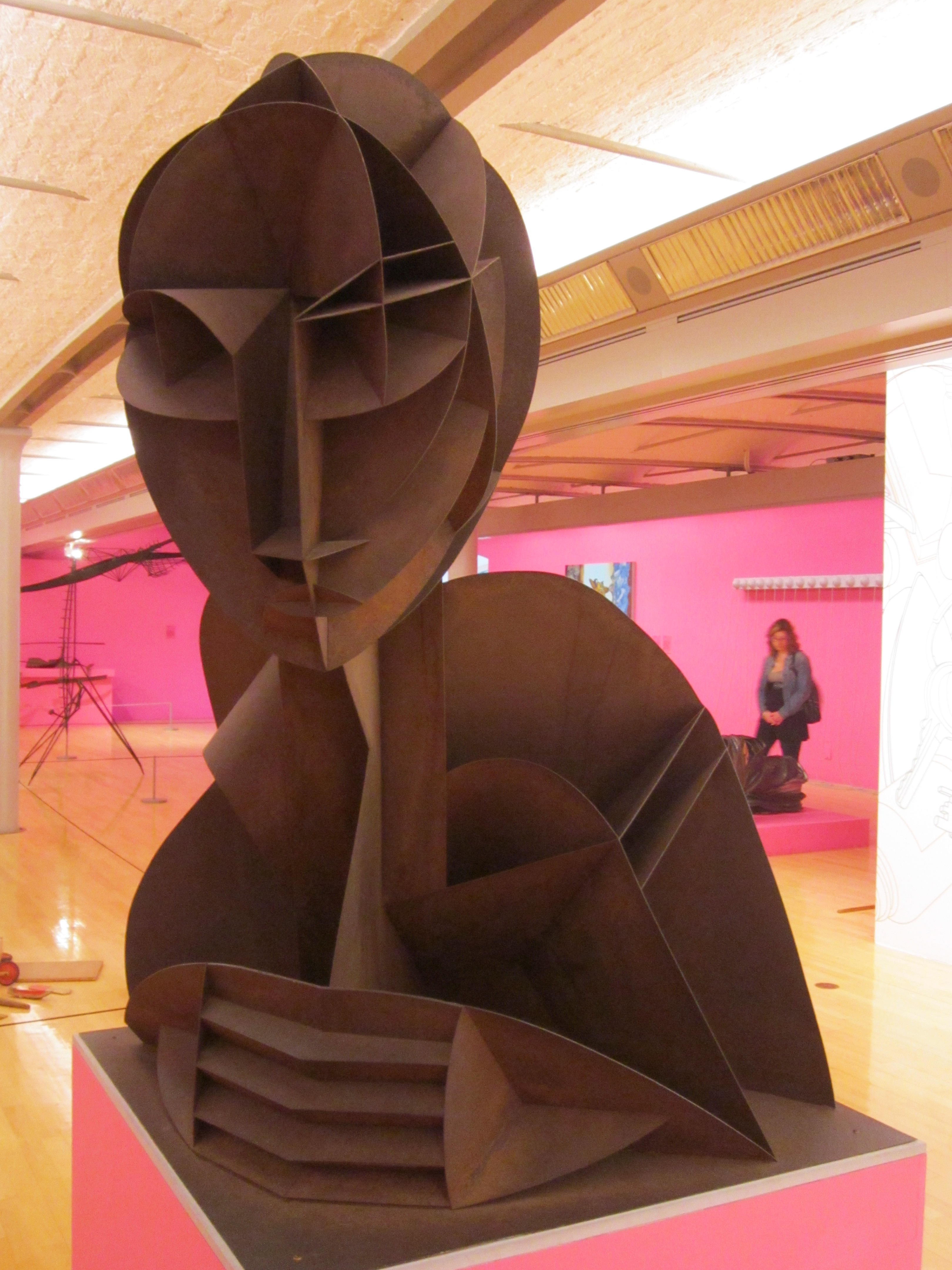
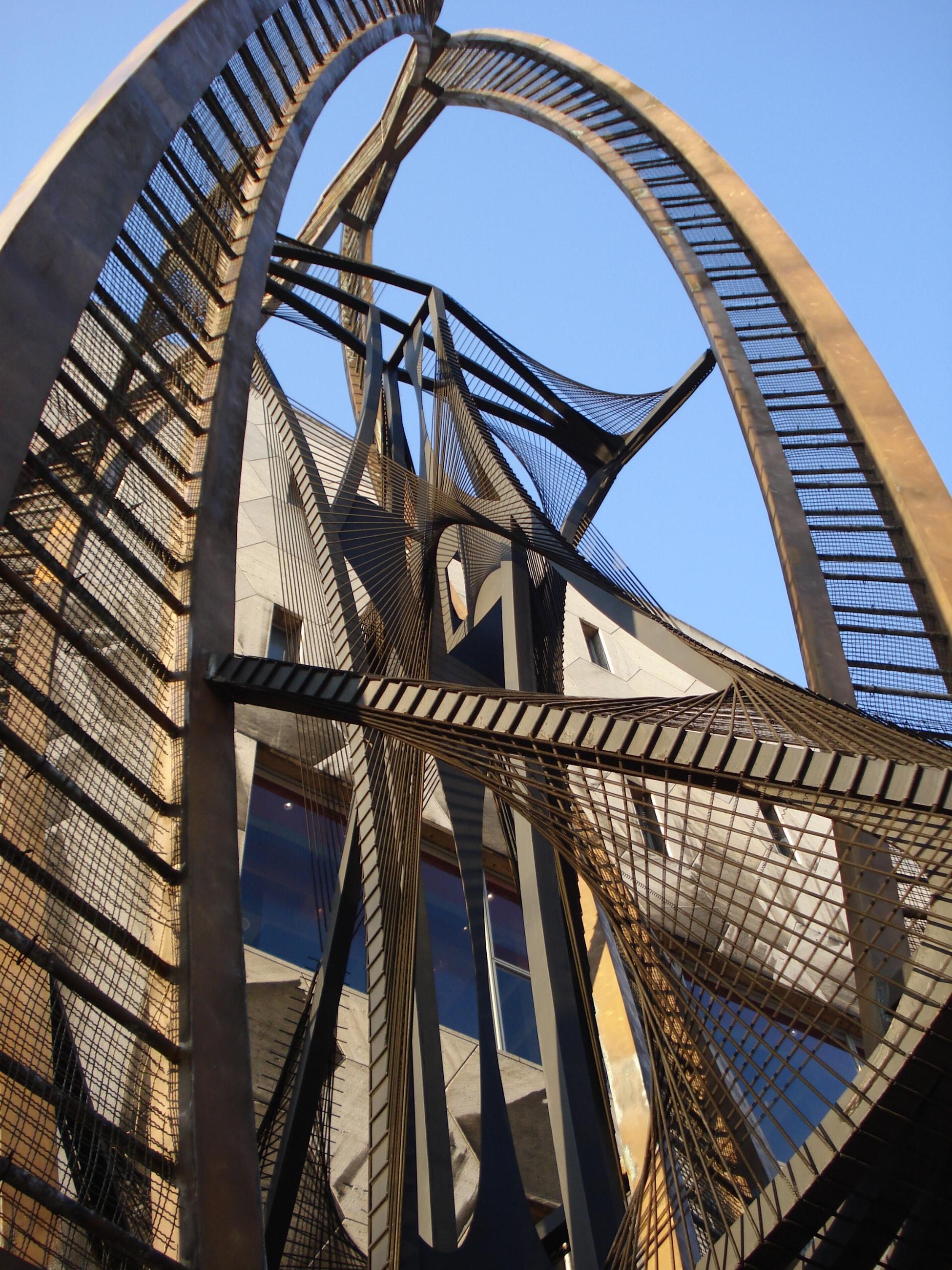
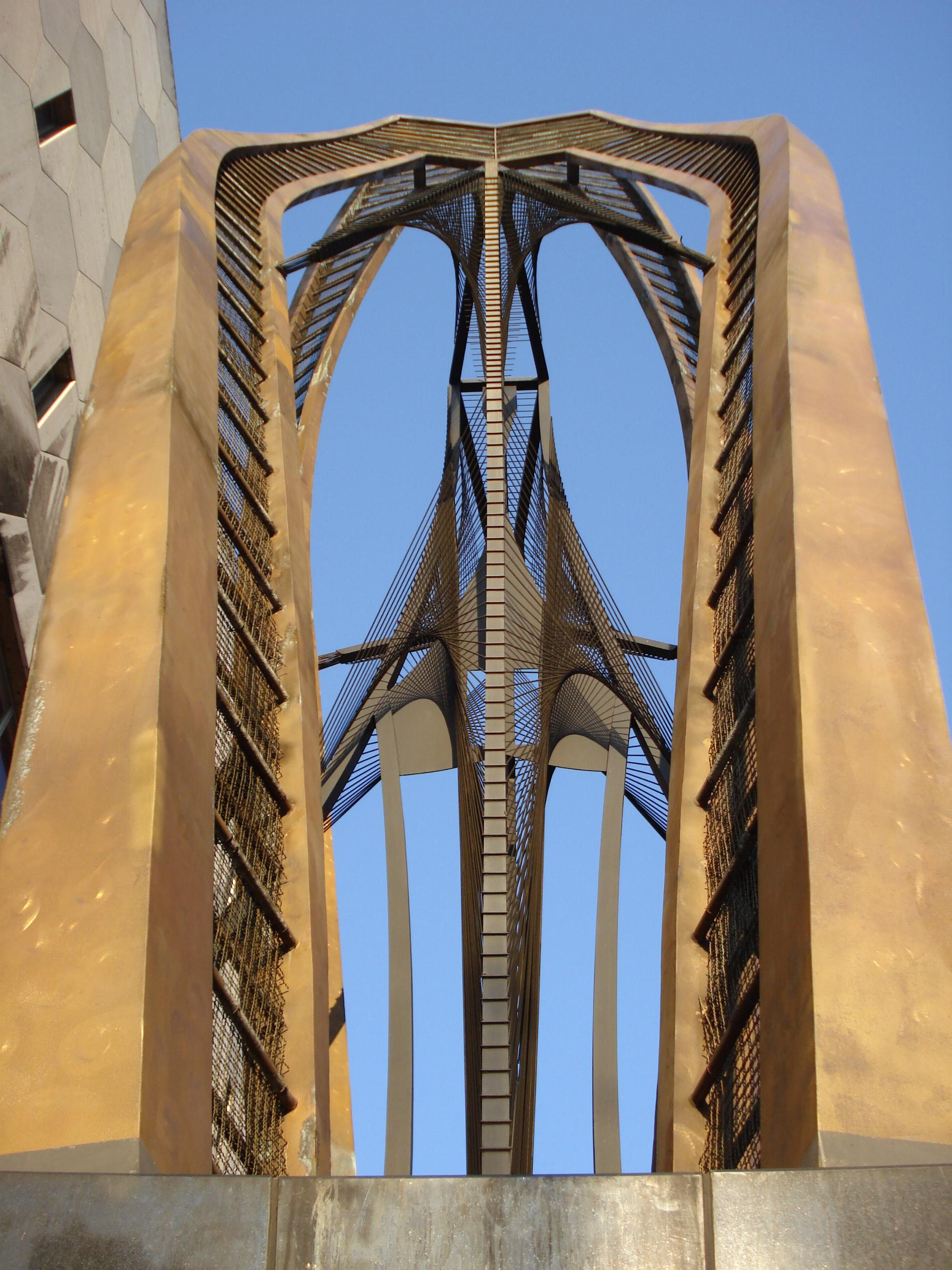
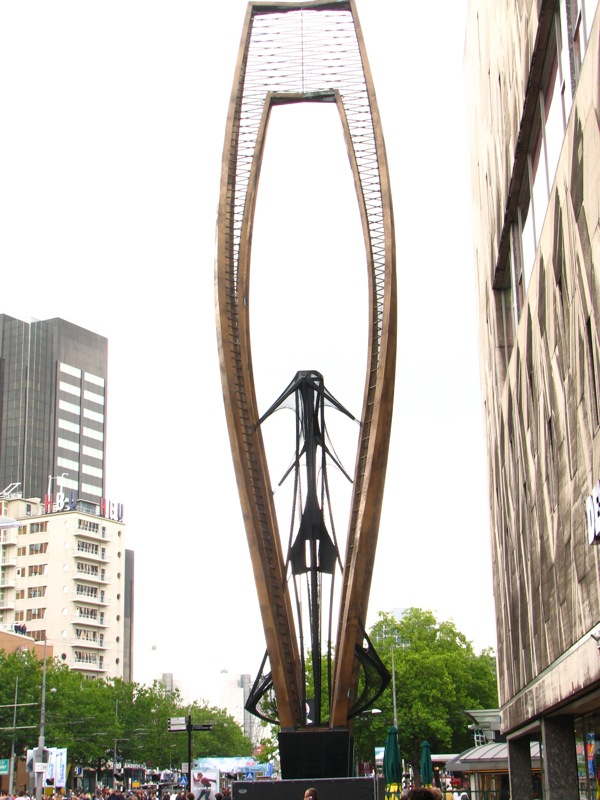